# Vlag van Woudenberg

Vlag van Woudenberg

De vlag van Woudenberg is de vlag van de Utrechtse gemeente Woudenberg. De vlag werd op 27 juni 1957 bij raadsbesluit door de gemeente aangenomen. De beschrijving luidt:
Drie horizontale banen van gelijke breedte, zijnde de bovenste en onderste baan van geel en de middelste baan verdeeld in drie horizontale banen van gelijke breedte, zijnde de bovenste en onderste van zwart en de middelste van rood.
De kleuren zijn gelijk aan de gebruikte kleuren in het wapen van Woudenberg, waarna de vlag zorgvuldig op het wapen werd afgestemd. De vlag bestaat uit drie horizontale banen van gelijke hoogte. De bovenste en onderste baan zijn geel, de middelste is gelijk verdeeld in drie banen van zwart, rood en zwart.

## Verwant symbool

Wapen van Woudenberg

Amersfoort 
· Baarn 
· Bunnik 
· Bunschoten 
· De Bilt 
· De Ronde Venen 
· Eemnes 
· Houten 
· IJsselstein 
· Leusden 
· Lopik 
· Montfoort 
· Nieuwegein 
· Oudewater 
· Renswoude 
· Rhenen 
· Soest 
· Stichtse Vecht 
· Utrecht  
· Utrechtse Heuvelrug 
· Veenendaal 
· Vijfheerenlanden 
· Wijk bij Duurstede 
· Woerden 
· Woudenberg 
· Zeist